# Nord du Roraima

Étendue de la région nord du Roraima.

La région nord du Roraima est l'une des 2 mésorégions de l'État du Roraima, au Brésil. Elle regroupe 8 municipalités groupées en 2 microrégions.

## Données
La région compte 313 456 habitants pour 98 547 km2.

## Microrégions
La mésorégion nord du Roraima est subdivisée en 2 microrégions:
- Boa Vista
- Nord-est de Roraima